# Angus King
Angus S. King, Jr., född 31 mars 1944 i Alexandria i Virginia, är en amerikansk politiker (obunden). Han är sedan 2013 ledamot av USA:s senat för Maine och var Maines guvernör 1995–2003.
King utexaminerades 1966 från Dartmouth College och avlade 1969 juristexamen vid University of Virginia. Båda hans föräldrar var demokrater.
King efterträdde 1995 Jock McKernan som guvernör i Maine. King var en populär guvernör som omvaldes 1998 med 58,61 procent av rösterna. Republikanen Jim Longley fick 18,93 procent och demokraten Tom Connolly 12 procent av rösterna i det valet. År 2003 efterträddes King som guvernör av demokraten John Baldacci.
I senatsvalet 2012 besegrade King republikanen Charlie Summers och demokraten Cynthia Dill. Han är en av två oberoende som för närvarande (2025) tjänstgör i senaten; den andra är Bernie Sanders från Vermont, som också ingår i demokraternas partigrupp.
King röstar med majoriteten av demokraterna ca 90 procent av tiden.